# Pappenheimare

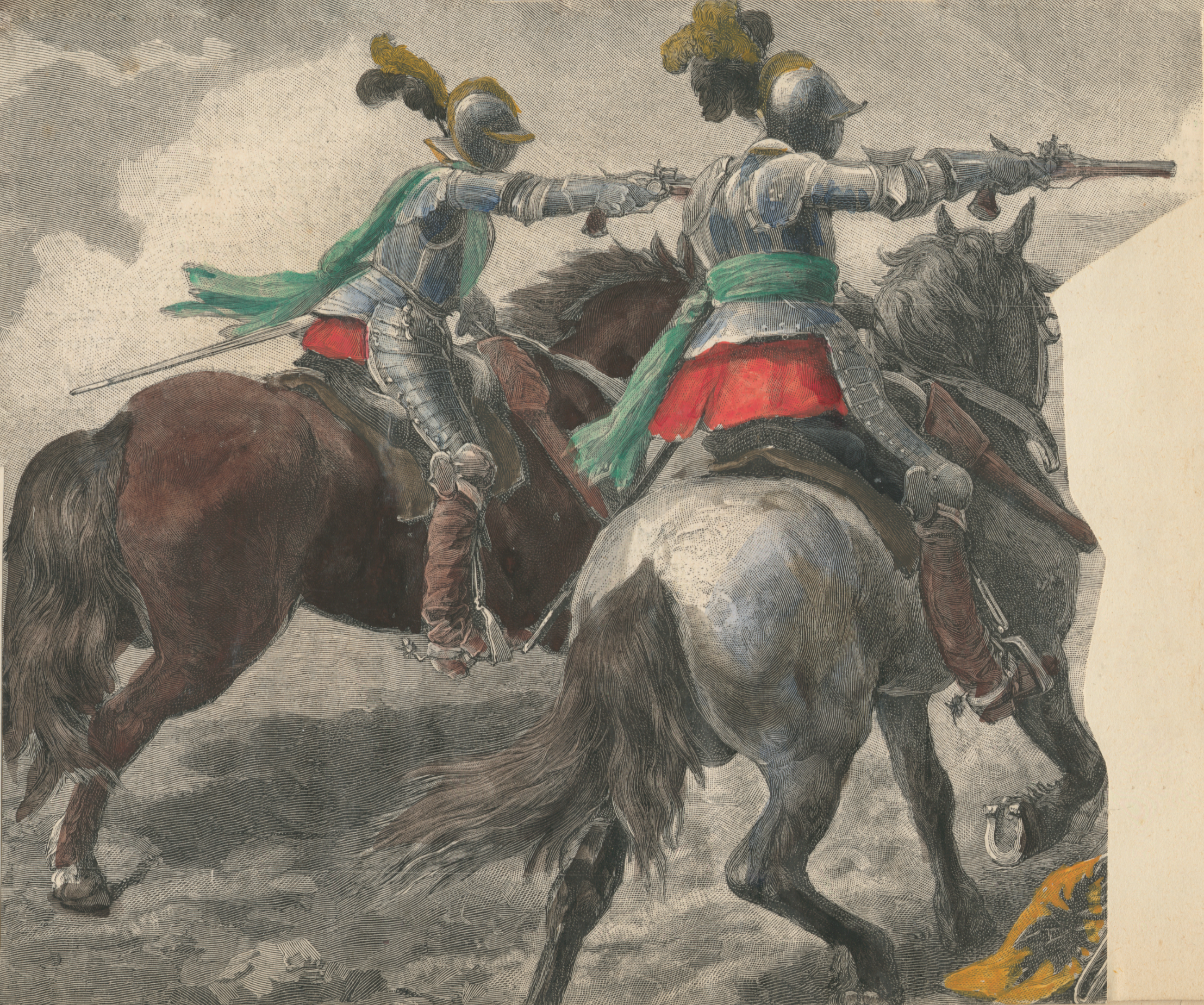
Kejserliga kyrassiärer under trettioåriga kriget.

Pappenheimare var namnet för de kyrassiärer som tjänstgjorde för den kejserlige generalen Gottfried zu Pappenheim under trettioåriga kriget. Soldaterna var kända för sin tapperhet och lojalitet, vilket så småningom gav upphov till talesättet: "Jag känner mina Pappenheimare" (Ich kenne meine Pappenheimer), det vill säga att man känner sitt folk eller vet med vem man har att göra. 
Friedrich Schiller använde talesättet i sitt drama Wallensteins död där han låter Wallenstein säga "Daran erkenn'  ich meine Pappenheimer“. Ordet pappenheimare används numera ibland ironiskt eller nedsättande ungefär i betydelsen "blint trogna anhängare" ("Man känner ju sina pappenheimare"). 
En annan uppfattning om uttrycket "kände sina pappenheimare" säger att Nordsidan planerade inför ett slag, där general Johann Tserclaes Tilly hade sin armé och andra sin. Under stabsmötet föreslog någon att general Pappenheim skulle rycka fram först på högra flanken varefter andra skulle komma från andra håll. "Nej", sade general Pappenheim, "det går inte". Varför inte? Svar: General Pappenheim visste att hans män inte tillhörde de modigaste (kanske några dessutom var legosoldater?). Härav uttrycket "han kände sina pappenheimare".